# Rachel Kushner
Pour les articles homonymes, voir Kushner.
Rachel Kushner, née en 1968 à Eugene dans l’Oregon, est une écrivaine américaine.

## Biographie
Ayant grandi entre l'Oregon et la Californie, Rachel Kushner est née de parents chercheurs en biologie qui la font travailler avec eux dans une librairie féministe dès l'âge de cinq ans. Elle suit des études d'économie politique à l'université de Californie à Berkeley. Elle suit aussi le programme d'écriture créative de l'université Columbia, où l'un de ses professeurs fut Jonathan Franzen. Elle est un temps critique pour le magazine d'art international Artforum.
Motarde, elle s'inspire de son expérience de courses dans le désert dans les années 1990 pour son roman Les Lance-flammes qui se déroule dans les années 1970 à New York et en Italie. Elle y raconte l'apprentissage intellectuel et artistique d'une jeune plasticienne.
Après la sortie de son second roman, elle décide de changer de vie et étudie les sciences politiques, ce qui lui inspire la rédaction de son troisième roman, Le Mars Club. Pour mener ce projet à terme, elle obtient une bourse Guggenheim en 2013. 
En marge de ses récits de fiction, où elle revendique l'influence de Don DeLillo, elle publie aussi des essais dans divers journaux et magazines, dont The New York Times, The Paris Review et The Believer.
Elle est la seule romancière à avoir vu deux de ses romans finalistes du prestigieux National Book Award.
En 2018, son roman Le Mars Club est nommé pour le prix Booker et obtient le prix Médicis étranger.

## Vie privée
Elle est mariée au professeur Jason Smith, traducteur américain de Jacques Lacan.

## Œuvre

### Romans
- Telex from Cuba (2008)[6],[7] Télex de Cuba, traduit par Julie Sibony, Paris, Le Cherche Midi, 2012 (ISBN 978-2-7491-1819-2) ; réédition, Paris, Points, coll. « Grands romans » no P3147, 2013  (ISBN 978-2-7578-3182-3)
- The Flamethrowers (2013)[8],[9],[10] Les Lance-flammes, traduit par Françoise Smith, Paris, Éditions Stock, coll. « La Cosmopolite », 2014  (ISBN 978-2-234-07914-4) ; réédition, Paris, LGF, coll. « Le Livre de poche » no 34065, 2016  (ISBN 978-2-253-08723-6)

- The Mars Room (2018)[11],[5] Publié en français sous le titre Le Mars Club, traduit par Sylvie Schneiter, Paris, éditions Stock, coll. « La Cosmopolite », 2018  (ISBN 9782234085015) ; réédition, Paris, LGF, coll. « Le Livre de poche » no 35464, 2019  (ISBN 978-2-253-23784-6)
- Creation Lake (2024) Publié en français sous le titre Le Lac de la création, Stock, 2025

### Recueil de nouvelles
- The Strange Case of Rachel K (2015)